# San Antón (La Rioja)
San Antón es una aldea de La Rioja (España), en las proximidades de Ezcaray. Se encuentra en la margen izquierda del río Oja casi enfrente de Azárrulla. Por la aldea discurre el arroyo Regaldía.
Antiguamente había una explotación de mineral de hierro, siendo esta una de las más importantes de la zona.
En 1995 se comenzó a instalar el alumbrado público.
Actualmente muchas de sus casas están siendo restauradas sobre todo para uso vacacional.
El 17 de enero se celebra el día de San Antón.

## Demografía
San Antón (La Rioja) contaba a 1 de enero de 2010 con una población de 4 habitantes, 3 hombres y 1 mujer.
| Gráfica de evolución demográfica de San Antón (La Rioja) entre 2000 y 2015                       |
|                                                                                                  |
| Población de derecho (2000-2015) según los censos de población del INE a 1 de enero de cada año. |

## Monumentos de interés
Su iglesia, dedicada a San Antonio, se inició a mediados del siglo XVI, aunque las bóvedas son obra del siglo XVIII. Está hecha de mampostería y sillarejo. En la actualidad se mantiene en pie gracias a la colaboración de los vecinos que actualmente viven en su mayoría fuera del municipio, aunque son originarios en gran parte de esta aldea.